# Ottavio Semini
Ottavio Semini ou Ottavio Semino, né à Gênes vers 1530 et mort à Milan en 1604, est un graveur et un peintre italien de la fin de l'ère maniériste, actif principalement à Gênes et Milan au XVIe siècle.

## Biographie
Ottavio Semini s'est formé à Gênes auprès de son père Antonio Semini et a été influencé par le maniérisme de Perino del Vaga.
Il se rendit à Rome afin d'étudier le style de Raphaël.
Assisté par son frère Andrea dans de nombreux travaux, il a été contraint de quitter Gênes à la suite d'un homicide et par la suite a conduit une vie dissipée à Milan où il se lia d'amitié avec Giovanni Paolo Lomazzo et adhéra à son extravagante académie (Accademia dei Facchini della Val di Blenio).
Paolo Camillo Landriani a été l'un de ses élèves.

## Œuvres
- L'Enlèvement des Sabines, palais Doria,
- La Conversion de saint Paul
- Il Concilio degli Dei (Le concile des Dieux), détruit durant la Seconde Guerre mondiale, salon du Palazzo Marino, Milan.
- Décor du réfectoire et de la contrefaçade de la Chartreuse de Pavie.
- Fresques du Palazzo Lomellino et du Palazzo Spinola, Gênes.
- Fresques de la chapelle de l'église san Maurizio (après 1571), Monastero Maggiore, Milan
- Fresques de la chapelle san Girolamo (la Misericordia), église de San Angelo, Milan.
- Fresques des chapelles des églises de Santa Maria delle Grazie et San Marco, Milan.
- L'enlèvement des Sabines, l'Histoire d'Amour et Psyché  (réalisés avec son frère Andrea), Palazzo Pallavicini Cambiaso, Gênes.